# عبد الرحمن بن عبد الله بلفقيه
عبد الرحمن بن عبد الله بلفقيه (1089 - 1162 هـ) فقيه وشاعر وعالم بأمور الشريعة والحقيقة. أحد كبار أعلام حضرموت في عصره. كان كثير التأليف ومحبًا للتصنيف. وكانت تأتيه الأسئلة من أكثر الجهات في سائر العلوم، فيجيب عنها بأحسن جواب؛ لسعة علمه ولطيف عباراته ودقائق تحقيقاته. وهو صاحب «الرشفات» المنظومة الشعرية ذات الطابع الصوفي الأخاذ. لقبه شيخه عبد الله بن علوي الحداد بـ«علّامة الدنيا».

## نسبه
عبد الرحمن بن عبد الله بن أحمد بن عبد الله بن أحمد بن عبد الرحمن بلفقيه بن محمد بن عبد الرحمن الأسقع بن عبد الله بن أحمد بن علي بن محمد بن أحمد الشهيد بن الفقيه المقدم محمد بن علي بن محمد صاحب مرباط بن علي خالع قسم بن علوي بن محمد بن علوي بن عبيد الله بن أحمد المهاجر بن عيسى بن محمد النقيب بن علي العريضي بن جعفر الصادق بن محمد الباقر بن علي زين العابدين بن الحسين السبط بن الإمام علي بن أبي طالب، والإمام علي زوج فاطمة بنت محمد ﷺ.
فهو الحفيد 29 لرسول الله محمد ﷺ في سلسلة نسبه.

## مولده ونشأته
ولد بمدينة تريم في حضرموت سنة 1089 هـ، ونشأ تحت رعاية والده، ولازمه في جميع مجالسه نحوًا من عشر سنين. وقد رُزق في صباه الكثير من المواهب من ذكاء نافذ وذاكرة قوية، فقد وعى القرآن الكريم في صغره وحفظه، ثم قرأه من أوله إلى سورة الأعراف بالقراءات العشر جمعًا وإفرادًا، على الشيخ عبد الرحمن بن أبي الغيث المدني والشيخ إبراهيم بن محمد المصري. كما حفظ ووعى كتاب «الإرشاد» لابن المقري في الفقه، و«الملحة» و«ألفية ابن مالك» في النحو، وأكثر «ألفية السيوطي» في المعاني والبيان، و«ألفية البرماوي» في أصول الفقه، و«ألفية الحديث» للعراقي، «الشاطبية» في القراءات، و«الرائية» في الرسم، ومنظومات أخرى في المنطق والعروض، قرأ كل ذلك في أول عمره، وحققه على الشيخين المذكورين أعلاه. ونتيجة لذلك؛ فقد تصدر للتدريس والإفتاء وهو في ريعان الشباب، قبل أن يتم العشرين.

## شيوخه
اعتنى كثيرًا بالأخذ عن عدد من أعلام حضرموت والحجاز واليمن والشام، حيث أجازوه في التدريس في جميع العلوم التي نبغ فيها وحققها، في فقه الشافعي والحنفي والمالكي والحنبلي، والأصلين أصول الدين وأصول الفقه، والتفسير، وعلوم الحديث، وغير ذلك من علوم الآلات، وطرق الصوفية التي تزيد عن عشرين طريقة، فمن أشهر مشايخه:
| - والده عبد الله بن أحمد بلفقيه - جده لأمه محمد بن عبد الرحمن العيدروس - خاله عبد الرحمن بن محمد العيدروس - أخوه محمد بن عبد الله بلفقيه | - عبد الله بن علوي الحداد - أحمد بن عمر الهندوان - عبد الرحمن بن أبي الغيث المدني - إبراهيم بن محمد المصري - يحيى بن عمر مقبول الأهدل | - أبو بكر بن علي البطاح الأهدل - الزين بن محمد باقي المزجاجي - علاء الدين بن محمد باقي المزجاجي - إبراهيم الناشري - إبراهيم بن حسن الكردي | - محمد بن رسول البرزنجي - حسن بن علي العجيمي - أحمد بن محمد النخلي - عبد الله بن سالم البصري - إبراهيم بن حمزة الحسيني |

## تلاميذه
وأما الآخذون عنه فمن سائر الأقاليم والبلدان، فقد اشتهر بغزارة العلم وثقابة الفهم، ولذلك توجه إليه الطلاب من كل مكان، فمن الآخذين عنه:
| - حامد بن عمر المنفر - جعفر بن أحمد بن زين الحبشي | - حسن بن علي الجفري - سقاف بن محمد بن عمر السقاف | - عبد الرحمن بن مصطفى العيدروس - مشيّخ بن جعفر باعبود | - ابنه عيدروس بن عبد الرحمن بلفقيه - محمد بن سليمان الكردي |

## مآثره
بالرغم من اشتغاله بالعلم والتعليم والعبادة، فقد استطاع أن يشق سبيله ليكسب لنفسه ثروة تكون له عونًا على دينه، فقد عُرف أنه ملك مساحات واسعة من الأراضي الصالحة للزراعة، والمعمورة بالنخيل، والكثير من بقايا هذه الأراضي لا يزال يستغل إلى اليوم من قبل من ورثها من ذريته. ومن جملة هذه الأراضي منطقة تقع في الجهة الغربية لوادي حضرموت الرئيسي، تدعى الباطنة، وبها مأوى للضيوف، لا يزال يقصدها إلى اليوم بعض المسافرين الذين يضطرون إلى الراحة في طريقهم إلى مقصدهم، كما توجد بها مساحات معمورة بالزراعة، وهي الآن لمن ورثه من ذريته.
وبلغ عدد المساجد التي أنشأها سبعة عشر مسجدًا متفرقة في بعض مدن حضرموت وقراها، ولا يزال بعض هذه المساجد قائمًا إلى الآن، كما توجد من بقايا أملاكه أراض عامرة بالنخيل في المناطق القريبة من مدينة تريم، وفي تريم نفسها تستغل حتى الآن، وبعضها وقفه على بعض المساجد التي بناها.

## مما يروى عنه
خرج مرة إلى حضرموت علماء معارضين لعلماء حضرموت يريدون مناظرتهم في علم التوحيد ونصبوا خيامهم تحت مدينة تريم استعدادًا لدخولها في الصباح، فخرج إليهم عبد الرحمن بلفقيه متنكرًا في زي حرّاث مزارع، ودخل عليهم كالمستفهم منهم عما جاء بهم، فقالوا له: نريد أن نقابل سادتك ونجادلهم، فقال لهم: ماذا ستقولون لهم؟ فقالوا: سنسألهم عن أشياء لا تعرفها أنت، فقال لهم: إنني أحضر دائما مدارسهم فلعلّي أعرف شيئًا أجيبكم به، فبدؤوا يسألونه عن أشياء في مبادئ العلوم وهو يقول لهم: إذا سألتم سادتي عن هذا فسيجيبونكم بقولهم كذا وكذا، وهكذا حتى أتوا على أسئلتهم جميعها وهو يرد عليهم بهذا الأسلوب، فلما فرغوا من أسئلتهم قال لهم: ولكن سادتي أيضًا إذا سألتموهم وأجابوا فسيسألونكم هم، فهل تستطيعون الرد عليهم؟ قالوا له: ماذا سيقولون؟ فبدأ يسألهم على لسان سادته أهل تريم فلم يستطيعوا الرد، فنظر بعضهم إلى بعض وقالوا: إذا كان هذا خادم القوم فكيف بعلمائهم، وعادوا من حيث أتوا ولم يدخلوا تريم.
وكثير من الوقائع التي تُروى عن هذا الإمام والتي تدل على غزارة علمه واتساع معارفه، ذكر بعضًا منها في «النفس اليماني» وغيره.

## شعره
تدل قصائده الشعرية على علو شأنه في علوم الحقيقة، وذوقه الرفيع وتمكنه في علوم التصوف الإسلامي، وتبحره في دقائق هذه العلوم الروحية، ومنظومته «رشفات أهل الكمال» تشهد بذلك، حيث حاول الشيخ عبد الله باسودان شرحها، فاعترف بعجزه، مع أنه من العلماء المبرزين، وقد كتب مجلدين كشرح موجز لهذه الأبيات. وهنا نموذج من هذه الرشفات:

## مؤلفاته
ولديه العديد من المؤلفات والرسائل والوصايا النافعة، نذكر منها ما يأتي:
| - «رشفات أهل الكمال ونسمات أهل الوصال» منظومة شعرية - «مفاتيح الأسرار» وشرحها في «رفع الأستار عن مفاتيح الأسرار» - «الدرر البهية في المسلسلات النبوية» - «منظومة في التوحيد» وشرحها - «عقد الميثاق في محاسن الأخلاق» - «فتح الخلاق بشرح عقد الميثاق على محاسن الأخلاق» - «رسالة في طريقة السادة العلويين» - «شرح دوائر الدين» - «شرح العقيدة» - «عمدة المحقق» في الأصلين | - «العقدة في مسائل العهدة» - «يُمنة المدارس وزينة المدارس» - «غاية المرام فيما يتعلق بأنكحة الأنام» - «قاطع الجدال في مسألة الهلال» - «خاتمة الجواب والبيان في أن المحسودين في الخير في زيادة لا نقصان» - «الطوالع واللوامع في رجال جمع الجوامع» - «كشف الحق عن الحقيقة وتمييز التلبيس عن رسوم الطريقة» - «غاية الإتقان في فضل القرآن» - «ديوان شعر» - مجموع جوابات على أسئلة وردت عليه لا تقل عن خمسمئة صفحة |

## وفاته
توفي بتريم ليلة الأربعاء السادس والعشرين من شهر جمادى الآخرة سنة 1162 هـ، ودفن في مقبرة زنبل.

### استشهادات
1. ↑  القضماني، محمد ياسر (2014). السادة آل باعلوي وغيض من فيض أقوالهم الشريفة وأحوالهم المنيفة. دمشق، سوريا: دار نور الصباح. ص. 149.
2. ↑  المشهور، عبد الرحمن بن محمد (1404 هـ). شمس الظهيرة (PDF). جدة، المملكة العربية السعودية: عالم المعرفة. ج. الجزء الأول. ص. 392. مؤرشف من الأصل (PDF) في 1 مايو 2020. {{استشهاد بكتاب}}: تحقق من التاريخ في: |تاريخ= (مساعدة)
3. ↑  الحبشي، عيدروس بن عمر (1430 هـ). عقد اليواقيت الجوهرية. تريم، اليمن: دار العلم والدعوة. ج. الجزء الثاني. ص. 852. {{استشهاد بكتاب}}: تحقق من التاريخ في: |تاريخ= (مساعدة)
4. ↑  السقاف، عبد الله بن محمد (1356 هـ). تاريخ الشعراء الحضرميين. القاهرة، مصر: مطبعة العلوم. ج. الجزء الثاني. ص. 85. {{استشهاد بكتاب}}: تحقق من التاريخ في: |تاريخ= (مساعدة)